# 빌리 베밴

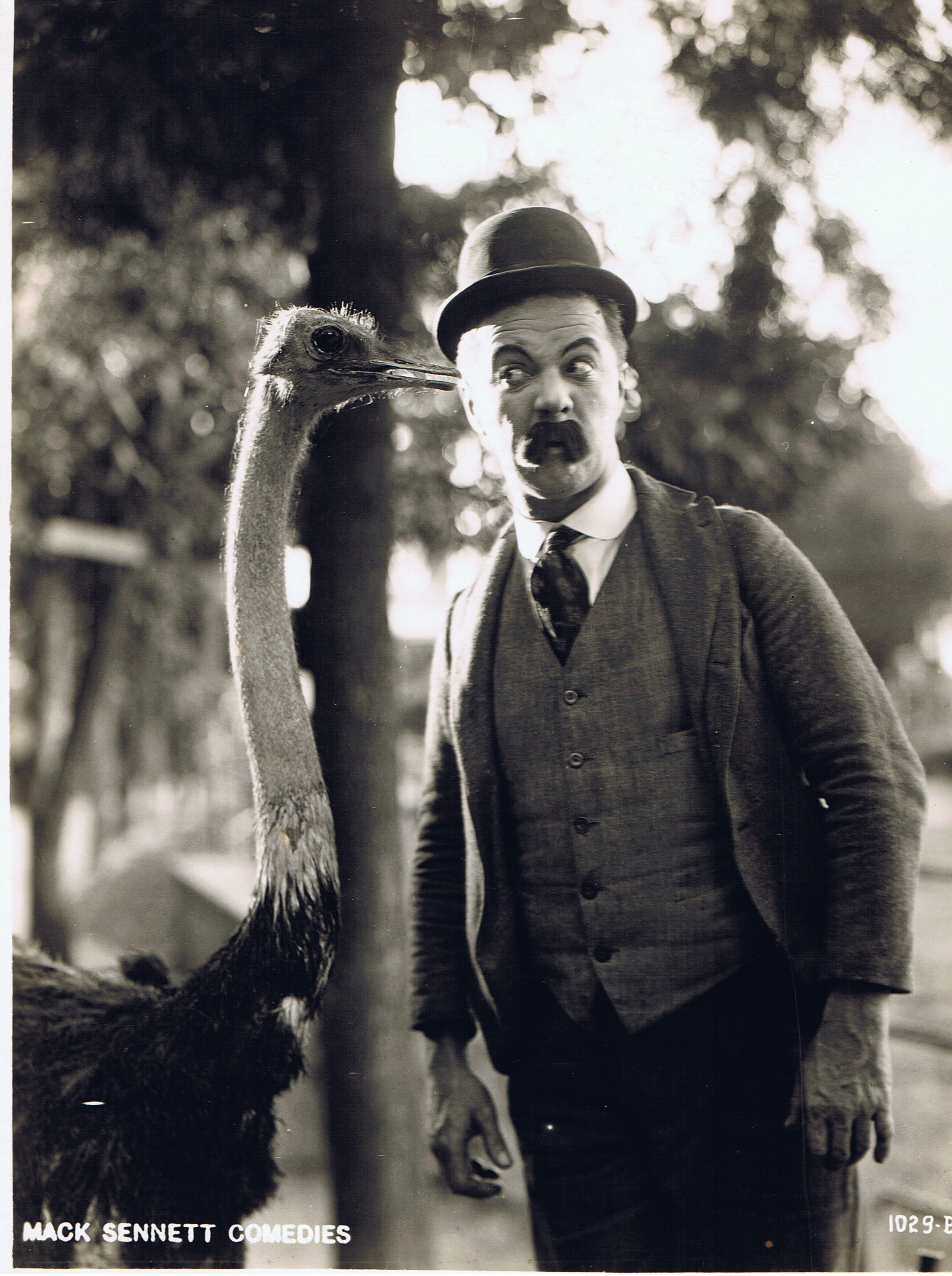

빌리 베밴(Billy Bevan, 1887년 9월 29일 ~ 1957년 11월 26일)은 오스트레일리아의 배우, 영화배우, 영화 감독이다.
오렌지에서 태어났으며 에스콘디도에서 사망하였다.

## 영화
- 세가지 비밀 (1950년)
- 블러드 선장의 운 (1950년) - 빌리 브랙 역
- 더 시크릿 가든 (1949년)
- 블랙 애로우 (1948년)
- 나이팅게일 커티지 별장 (1947년)
- 셜록홈즈 - 공포의 밤 (1946년)
- 도리안 그레이의 초상 (1945년)
- 리턴 오브 더 뱀파이어 (1944년)
- 녹원의 천사 (1944년)
- 제인 에어 (1944년)
- 언제나 영원히 (1943년)
- 내 사랑 마녀 (1942년)
- 지킬 박사와 하이드씨 (1941년)
- 서스피션 (1941년)
- 틴 팬 앨리 (1940년)
- 머나먼 항해 (1940년)
- 렛 프리덤 링 (1939년)
- 크리스마스 캐롤 (1938년)
- 더 걸 오브 더 골든 웨스트 (1938년)
- 아이 양육 (1938년)
- 프라이빗 넘버 (1936년)
- 드라큐라의 딸 (1936년)
- 로이드의 런던 (1936년)
- 두 시민 이야기 (1935년)
- 라임하우스 블루스 (1934년)
- 길을 잃은 정찰대 (1934년)
- 루킹 포워드 (1933년)
- 미드나잇 클럽 (1933년)
- 투 머치 하모니 (1933년)
- 캐벌케이드 (1933년)
- 트랜서틀랜틱 (1931년)
- 템테이션 (1930년)
- 몬테 카를로 (1930년)